# 中國泰山科技集團控股
中國泰山科技集團控股有限公司，簡稱中國泰山科技集團控股（英語：China Taisan Technology Group Holdings Limited，SGX：F2X、臺證所：911611、OTCBB：CTTGY
），在1996年由林文章、蔡長江等人創立專門多功能布料生产和销售，以及布料加工服务。主要品牌為「連捷」紡織產品。
而總部位於福建省晉江市东石镇东埕振东开发区，而股份分別在2008年6月6日，和2010年10月6日，分別於新加坡交易所主板和臺灣證券交易所以臺灣存託憑證方式上市，新加坡則以招股價為0.24坡元，發行股份為233,000,000股，集資金額為55,920,000坡元。而臺灣則以招股價為12.15元新台幣，發行股份為125,000,000股，集資金額為1,518,750,000元新台幣。

## 連結
- China-Taisan.com